# Georg Reder
Georg Reder (* 20. Februar 1779 in Vohburg; † 10. März 1830 in Ingolstadt) war ein deutscher Kommunalpolitiker.

## Werdegang
Reder war von 1818 bis 1821/22 Rechtskundiger Bürgermeister von Ingolstadt.